# Взятие Кайенны (1667)
Взятие Кайенны — сражение в ходе Второй англо-голландской войны, состоявшееся 22 сентября 1667 года, когда английская эскадра под командованием контр-адмирала Джона Хармана атаковала и захватила Кайенну, оборонявшуюся французским гарнизоном и милицией, под командованием губернатора Кайенны Сиприена Ле Февр де Лизи.

## Предыстория
После победы над французами в сражении у Мартиники контр-адмирал Джон Харман установил доминирование англичан в Карибском море. Но после нападения французов на остров Сент-Китс он принял решение атаковать французские и голландские поселения на северном побережье Южной Америки — Форт-Зеландия (ныне Парамарибо) в Голландской Гвиане и Кайенну во Французской Гвиане. За время плавания англичан к северному побережью Южной Америки между Нидерландами и Англией было заключено мирное соглашение, о чём контр-адмирал Джон Харман не знал.

## Ход сражения
22 сентября 1667 года губернатор Кайенны Сиприен Ле Февр де Лизи, заметив приближение эскадры, решил, что это плывут французские суда — подкрепление из Мартиники. Но когда эскадра приблизилась к форту Сен-Луи близ Кайенны, губернатор понял, что суда эти на самом деле были девятью военными кораблями англичан из Барбадоса под командованием контр-адмирала Джона Хармана, которые преследовали торговый фрегат французов. Несмотря на то, что они были обнаружены, англичане стали готовиться к высадке десанта.
Губернатор Кайенны смог собрать около 300 человек. 800 англичан на 14 лодках высадились на берег у Ремира. Контр-адмирал Джон Харман стремительно атаковал. Сиприен Ле Февр де Лизи не был готов противостоять натиску англичан. Перевес в военной силе и нерешительность командующего французов принесла победу англичанам.
Форт Кайенна был взят. Гарнизон разогнан. Столкновения продолжались ещё в течение трёх дней. 200 французов были убиты и захвачены в плен, в том числе губернатор, однако 40 французам удалось скрыться. Всех мужчин англичане заключили в форт Сен-Луи. Разграбив местное население, они погрузили на корабли трофеи, включавшие пушки, боеприпасы, 250 рабов, подожгли плантации и все здания в городе.

## Итоги
Спустя две недели, 9 октября 1667 года, англичане отплыли и атаковали Форт Зеландия в Голландской Гвиане. Это было последнее сражение Второй англо-голландской войны. Новости о заключении мира в Бреде, достигли, наконец, западного полушария. Сиприен Ле Февр де Лизи и пленные французы были освобождены и вместе с подкреплением укрепили обороноспособность Кайенны. В следующий раз город был атакован и снова захвачен голландцами в 1676 году.